# Elena García Armada
Elena García Armada, née en 1971, est une ingénieure industrielle espagnole qui dirige le Conseil supérieur de la recherche scientifique (CSIC). Elle développe le premier exosquelette bionique du monde pour les enfants souffrant d'une amyotrophie spinale, maladie dégénérative qui affecte près 2 000 enfants en Espagne. Pour ces travaux, elle est lauréate du prix de l'inventeur européen en 2022. En tant que scientifique, Elena García Armada a une renommée internationale.

## Biographie
Elle grandit dans un environnement scientifique. Sa mère est Docteur (titre) en physique à l'Université et son père est titulaire de la chaire d'électromagnétisme, créateur de l'École d'ingénierie des télécommunications à Santander.
Elle obtient son doctorat en robotique en 2009 à l'Université polytechnique de Madrid (UPM) et elle est scientifique titulaire au Centre d'Automation et de Robotique (CAR) CSIC-UPM. Elle entame sa trajectoire professionnelle en se spécialisant dans la création de robots à vocation industrielle. Or en 2009, elle rencontre Daniela, une enfant qui, à la suite d'un accident de la circulation, se trouve dans un état de tétraplégie sévère. À partir de ce moment, son travail s'oriente vers la fabrication de dispositifs destinés à améliorer les facultés physiques, contribuer à la réadaptation et augmenter la mobilité d'enfants qui souffrent des maladies neuromusculaires dégénératives.
Ses principales recherches concernent l'amélioration de la souplesse de locomotion en quadrupédie ; la création d'exosquelettes pour les extrémités inférieures et les orthèses actives ; la stabilité dynamique de robots marcheurs et leur adaptation à des terrains complexes avec des perturbations environnementales.
Elena García Armada fonde Marsi Bionics, entreprise issue du CSIC et de l'UPM, dont l'objectif est la recherche et création d'exosquelettes pédiatriques, structures basées sur des supports qui s'ajustent aux jambes et au tronc de l'enfant. Grâce à l'incorporation de moteurs qui imitent le fonctionnement du muscle, ils apportent à l'enfant la force pour marcher et se tenir debout.
Un de ses premiers projets a été SILO 4, un robot de 30 kg destiné à tester l'algorithme d'amélioration de contrôle et de stabilité de la machine. Celui-ci permet une meilleure autonomie du robot en s'affranchissant de supervision humaine. L'adaptabilité du robot au terrain (en améliorant les perceptions des perturbations et des altérations du sol par les pieds) augmente son équilibre et empêche qu'il chute, ce qui est fondamental pour des tâches de tractage ou de transport de charges. SILO 4 est conçu pour un usage de reconnaissance et de sauvetage en cas de catastrophe et pour des tâches de déminage.
Dans le domaine de la création d'exosquelettes pédiatriques, le projet distingué et récompensé est ATLAS 2020, un exosquelette de 9 kg capable de contrôler la rigidité tout en permettant un mouvement plus agile et articulé, grâce à ses différents capteurs de force, de pression et de température,. Il est doué d'articulations intelligentes qui interprètent les mouvements du patient en détectant ceux qui sont souhaités et ceux qui sont indésirables. Ceci est une caractéristique fondamentale puisque souvent il se produit des mouvements spasmodiques qui, mal interprétés, comportent des sérieux risques de sécurité pour le patient.

## Quelques publications

### Livres
- (es) Robots. Al servicio del ser humano (2015). Éditorial : CSIC y Catarata.  (ISBN 978-84-00-09914-5)[5].
- (en) P. Gonzalez de Santos, Et. Garcia et J. Estremera, Quadrupedal Locomtion : An Introduction to the Contrôle of Four-Legged Robots, Springer, London, 2006[10].

### Publications scientifiques
- (en) Sanz-Merodio, D., Garcia, Et. et Gonzalez de Santos, P., Analyzing energy-efficient configurations in hexapod Robots for demining applications. Industriel Robot, An International Journal, Vol. 39, Ne. 4, 2012.
- (en) Arévalo, J.C et García, Et., Impedance Contrôle for Legged Robots : An insight into the Concepts Involved, IEEE Transactions on Systems Man and Cybernetics, March 2012.

## Prix et reconnaissance
- Prix Hipatia-Femmes pour la Science 2019 pour la Trajectoire Scientifique. Ce prix a été créé par El Economista (es) avec  le soutien de Pfizer, PharmaMar et la Banque Santander pour « célébrer ces femmes qui ont le plus contribué dans l'année à l'avance de la recherche et du progrès scientifique en Espagne »[11].

- Médaille d'Or de Madrid, 2018[12],[13].
- Prix des Femmes à Suivre 2017[14].
- Elena García, parmi les 10 personnes scientifiques plus brillantes de 2016[15].
- Meilleure Technologie Sanitaire. Prix ABC Santé 2016[16].
- Meilleur projet d'entreprise. Premier prix de la Confédération nationale espagnole des petites et moyennes entreprises 2015[17].
- Premier prix Innove eVIA 2014[18].
- Prix de l'inventeur européen de l'année 2022[1].